# Arte et Labore
Arte et Labore est une association artistique belge qui rassemble, de 1886 jusqu'en 1907, des peintres résidant à Anvers et ses alentours.

## Histoire
Le cercle Arte et Labore est fondé à Anvers en 1886 par de jeunes artistes peintres qui n'ont pas de programme spécifique, hormis l'organisation d'expositions d'art à la salle Verlat, puis, en 1904, à la nouvelle salle d'exposition du théâtre des variétés,. La dernière exposition individuelle du cercle a lieu du 3 janvier au 10 janvier 1906, puis, une exposition collective, décidée en mars 1907 avec d'autres cercles comme Als ik Kan est prévue pour la fête nationale le 21 juillet suivant, mais Arte et Labore n'existe plus à cette date. 

### Membres
Les premiers membres sont : Henri De Smeth, Pierre Jacques Dierckx, Léopold Haeck, Romain Looymans, Frans Mortelmans et Leo van Aken. En 1890, Henri Timmermans est président du cercle, tandis que Lievin Dhoore et François Van Groeningen sont respectivement premier et second secrétaire et Henry Kokken le trésorier,. En mars 1894, Romain Looymans devient président, Leopold Haeck et Eugène Van Hove secrétaires, et Henri De Smeth est nommé trésorier.

### Expositions
Le cercle organise à partir de 1886 plusieurs expositions annuelles de peinture d'une durée d'une semaine ou un peu moins. La sculpture est également représentée, de manière plus restreinte. La périodicité des salons devient annuelle à partir de 1890 et leur durée est prolongée à deux semaines à partir de 1898. La première exposition documentée a lieu du 25 avril 1886 au 29 avril 1886, la quatrième ouvre ses portes le 8 août 1886.
Ces expositions participent à la démocratisation de l'art : l'entrée est gratuite et le catalogue est offert aux visiteurs qui peuvent s'y chauffer, s'y asseoir et fumer, aussi le local n'est-il jamais vide.

### Exposants
La liste est établie selon les articles de la presse quotidienne ou spécialisée en art,,,,,,,,,,,,.

#### Peintres
- Victor Anthonis (1891) ;
- Alphonse Allaerts (1886, 1887, 1891, 1896, 1898, 1900, 1901, 1903, 1904, 1906) ;
- Paul Bayart (1891, 1896, 1900, 1904, 1906) ;
- Henri Charles Désiré Bossuwe (1887) ;
- François Brosens (1886, 1887) ;
- Jan Claessens (1898) ;
- Jean Coppens (1886, 1887) ;
- Albert Crahay (1903, 1904, 1906) ;
- Camille De Bruyn (1891) ;
- Hector De Craecker (1891, 1896) ;
- Aloïs De Laet (1896, 1897, 1898, 1900, 1901) ;
- Frans Delahaye (1896) ;
- Henri De Smeth (1887, 1889, 1896, 1898, 1900, 1901, 1902, 1903, 1904, 1906) ;
- Lievin Dhoore (1887) ;
- Pierre Jacques Dierckx (1886, 1891) ;
- Jacques Doré (1890, 1894, 1896, 1900, 1902, 1906) ;
- Arthur Douhaerdt (1903, 1906) ;
- Cesar Geerinck (1886, 1887, 1896) ;
- Nathan Grunsweigh (1901) ;
- Léopold Haeck (1891, 1894, 1896, 1898, 1900, 1901, 1902, 1903, 1904, 1906) ;
- Oscar Halle (1887, 1891, 1900, 1902) ;
- Lieven Herremans (1886) ;
- Henry Kokken (1886, 1887, 1889, 1891, 1894, 1896, 1898, 1900, 1901, 1903, 1904, 1906) ;
- Romain Looymans (1886, 1887, 1889, 1891, 1896, 1898, 1900, 1901, 1902, 1903, 1904, 1906) ;
- Florent Menet (1898) ;
- Ernest Midy (1898, 1900, 1901, 1902, 1904, 1906) ;
- Frans Mortelmans (1886, 1887, 1894, 1896, 1898) ;
- Émile Nahon (1887, 1891, 1894, 1896, 1898) ;
- Maurice Nykerk (1898, 1900) ;
- Arthur Pierre (également sculpteur) (1896, 1897, 1898, 1900, 1901, 1903, 1904, 1906) ;
- Otto Schmieder (1898) ;
- Frans Simons (1886) ;
- Romain Steppe (1894) ;
- Albert Terneu (1898, 1901, 1902) ;
- Henri Timmermans (1886, 1887, 1889, 1891, 1894) ;
- Leo van Aken (1886, 1887, 1891, 1900, 1904 (posthume)) ;
- Hubert Van den Bossche (1896) ;
- Florimond Van Caillie (1889, 1891) ;
- Frans Van der Wegen (1887) ;
- François Van Groeningen (1886, 1891) ;
- Eugène Van Hove (1896) ;
- Joseph Van Leemputten (1894) ;
- Henri Van Zuylen (1891, 1896) ;
- Arthur Verbeeck (1904, 1906) ;
- Ernest Verdonk (1887) ;
- Emmanuel Viérin (1896) ;
- Clara von Sivers (1896).

#### Sculpteurs
- Jan Willem Best (1886, 1887) ;
- Dumen (1887) ;
- Frans Joris (1886) ;
- Joseph Alphonse Strymans (1903, 1906) ;
- Jules Weyns (1891, 1894, 1896, 1898, 1900).